# 李宗羲
李 宗羲（り そうぎ、Li Zongxi、1818年 - 1884年）は、清の官僚。字は雨亭。四川省開県出身。
1847年に進士となり、英山県・婺源県・太平県など安徽省で知県を歴任した。1853年、太平天国軍が安慶を陥落させると廬州で武器や兵糧を集め、その功で知府に昇進した。1858年、湘軍を率いる曽国藩が安徽省に入るとその下で軍務を補佐した。1865年、安徽按察使・布政使となり、農業の復興と工業の振興に努めた。
1869年、山西巡撫になり、回民蜂起軍の侵入を防いだ。1873年、両江総督となり、海防の強化に尽力したが、病のため翌年に辞職した。